# Hirnbatzl
Hirnbatzl bzw. Hirnbatzal ist der altbayrische lautmalende Ausdruck für einen katapultähnlichen Fingerhieb mit der Zeigefingerspitze gegen die Stirn (in Bayern üblicherweise als Hirn bezeichnet) des Gegenübers. Ein hochdeutscher Ausdruck dafür existiert nicht. Der Wortteil Batzl kommt vermutlich von "Batschl", also der mundartlichen Verniedlichungsform des dabei entstehenden »Patsch«-Geräusches. Evtl. könnte der Begriff auch von "Hirn zerbatzen" kommen, da der bayerische Ausdruck "zerbatzen" anstelle von zerquetschen gebräuchlich ist.
Bei der Verabreichung eines Hirnbatzls hält der Ausführende zunächst seine Zeigefingerspitze mit dem Daumen der gleichen Hand zurück, während er durch einen Streckversuch des Zeigefingers eine entsprechende Spannkraft aufbaut und seine Hand vor der Stirn des Opfers in Position bringt. Dort zieht er spontan den bremsenden Daumen zur Seite, sodass die Zeigefingerspitze mit der Nagelseite gegen die Stirn des Gegenübers schnellt.
Grundsätzlich ist das Hirnbatzl eher als liebevolle Rüge oder Hinweis auf ein Fehlverhalten unter Freunden gemeint, symbolisiert aber den Wunsch nach körperlicher Züchtigung und kann dem Betroffenen durchaus auch Schmerzen zufügen.
Wegen der zunehmenden Gewalt unter Kindern und Jugendlichen und des Züchtigungsrechts wird heute aufgrund der Vorbildfunktion zum Beispiel bei Kaspertheateraufführungen auf dem Oktoberfest in München auf die sogenannte traditionelle "saftige Watsch’n" (hochdeutsch: heftige Ohrfeige) des Kaspers gegenüber dem naiv-leichtsinnig handelnden "Seppl" verzichtet, und an deren Stelle vergibt der Kasper heutzutage ein Hirnbatzl. Hin und wieder stößt man auf Definitionsversuche, die unterstreichen, dass ein Hirnbatzl "richtig weh tun muss", daher sei erwähnt, dass ein Hirnbatzl einen Eingriff in die körperliche Unversehrtheit des Betroffenen darstellen kann.